# Exekias

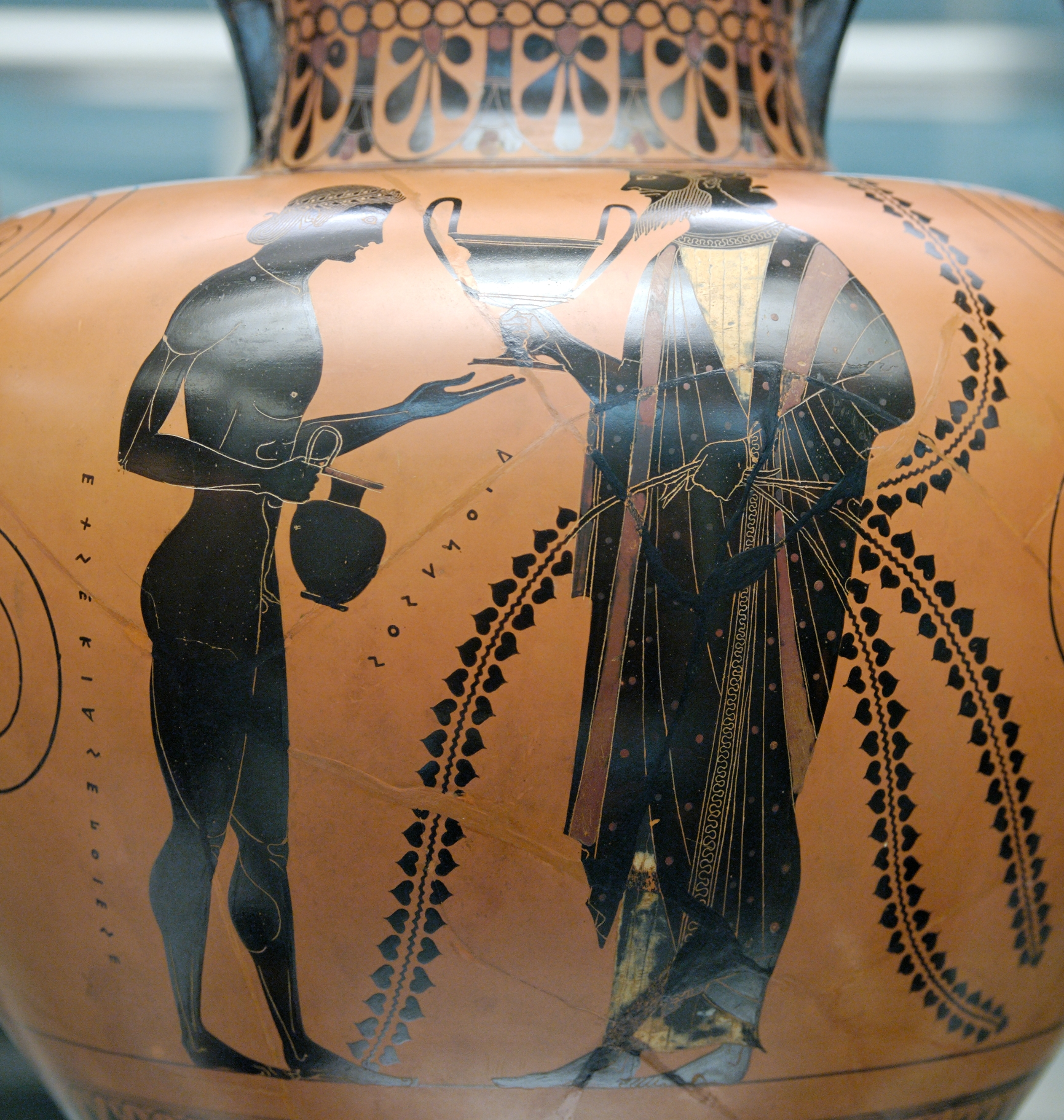
Dionysos med sin son Oinopion, Attisk svarfigurigamfora, cirka 540-530 f. Kr., British Museum.

Exekias var en grekisk vasmålare, verksam under senare hälften av 500-talet f.Kr. Han var en av de främsta målarna verksamma i den svartfiguriga keramiken. Exekias dekorerade med förkärlek stora kärl med stora figurer. Hans bästa bilder finner man på amforor. Vid själva motiven lägger han ej så stor vikt som vid de dekorativa detaljerna.